# アメシスト
- アメシスト
- アメジスト

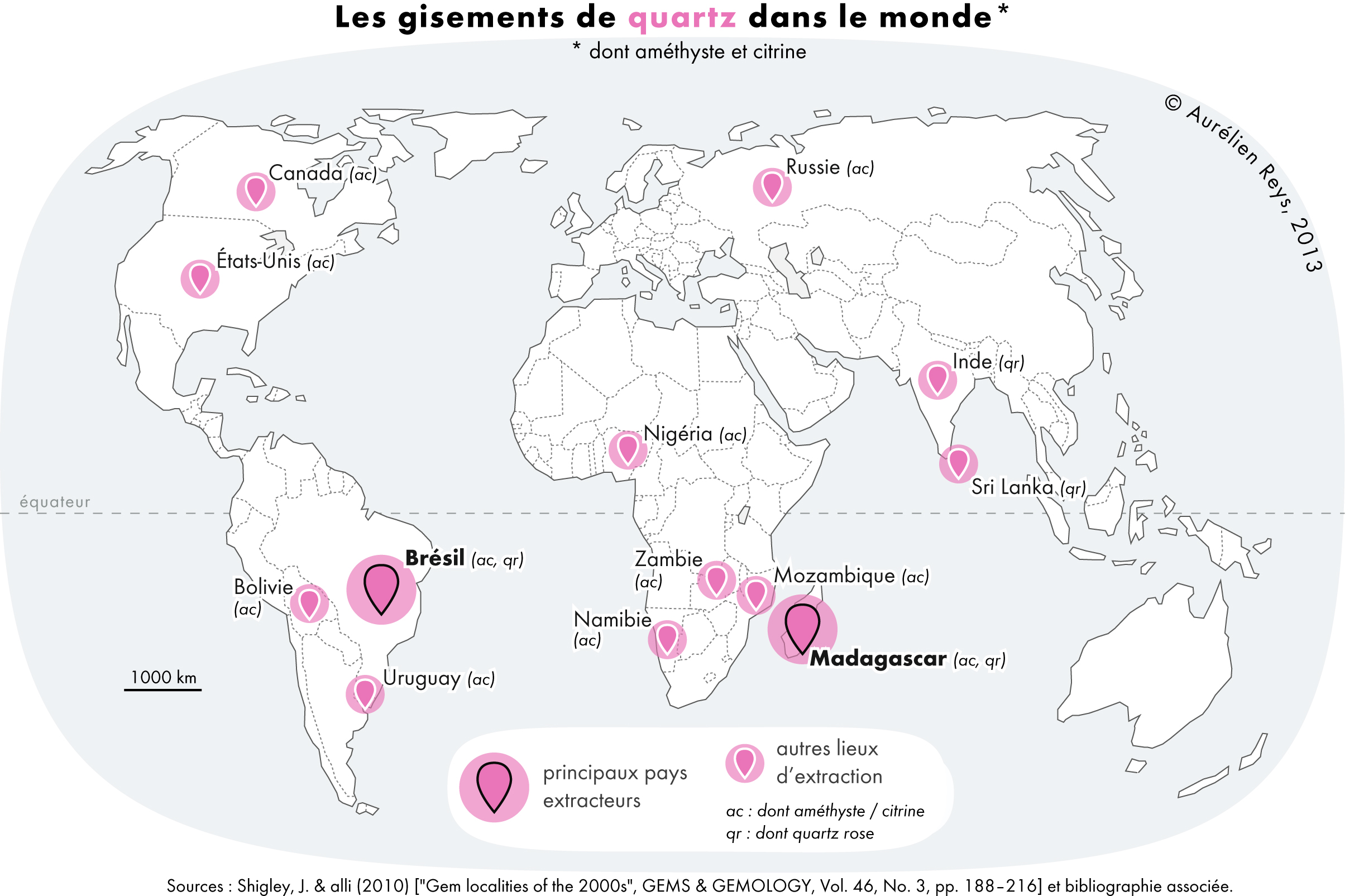
主なアメシスト産出地

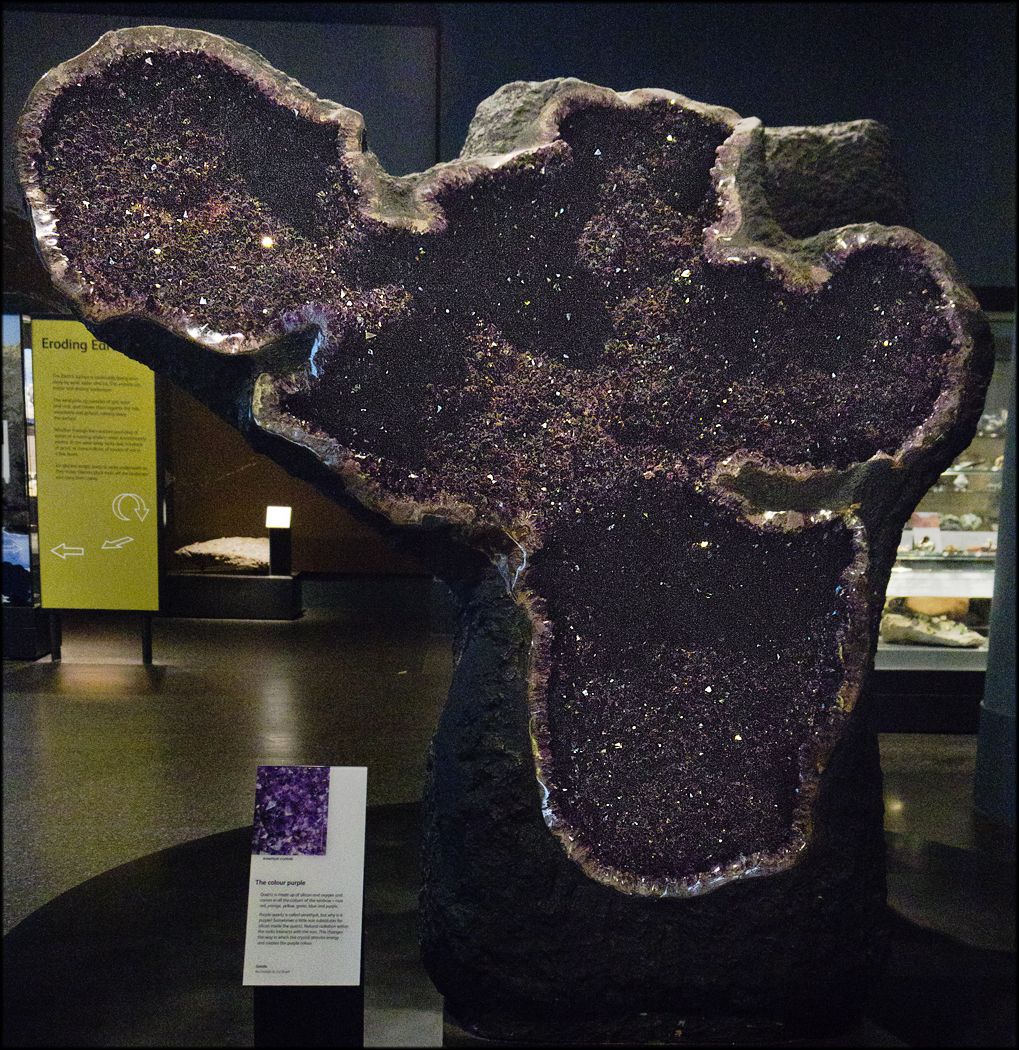
スコットランド国立博物館で展示されているアメジスト・ジオード

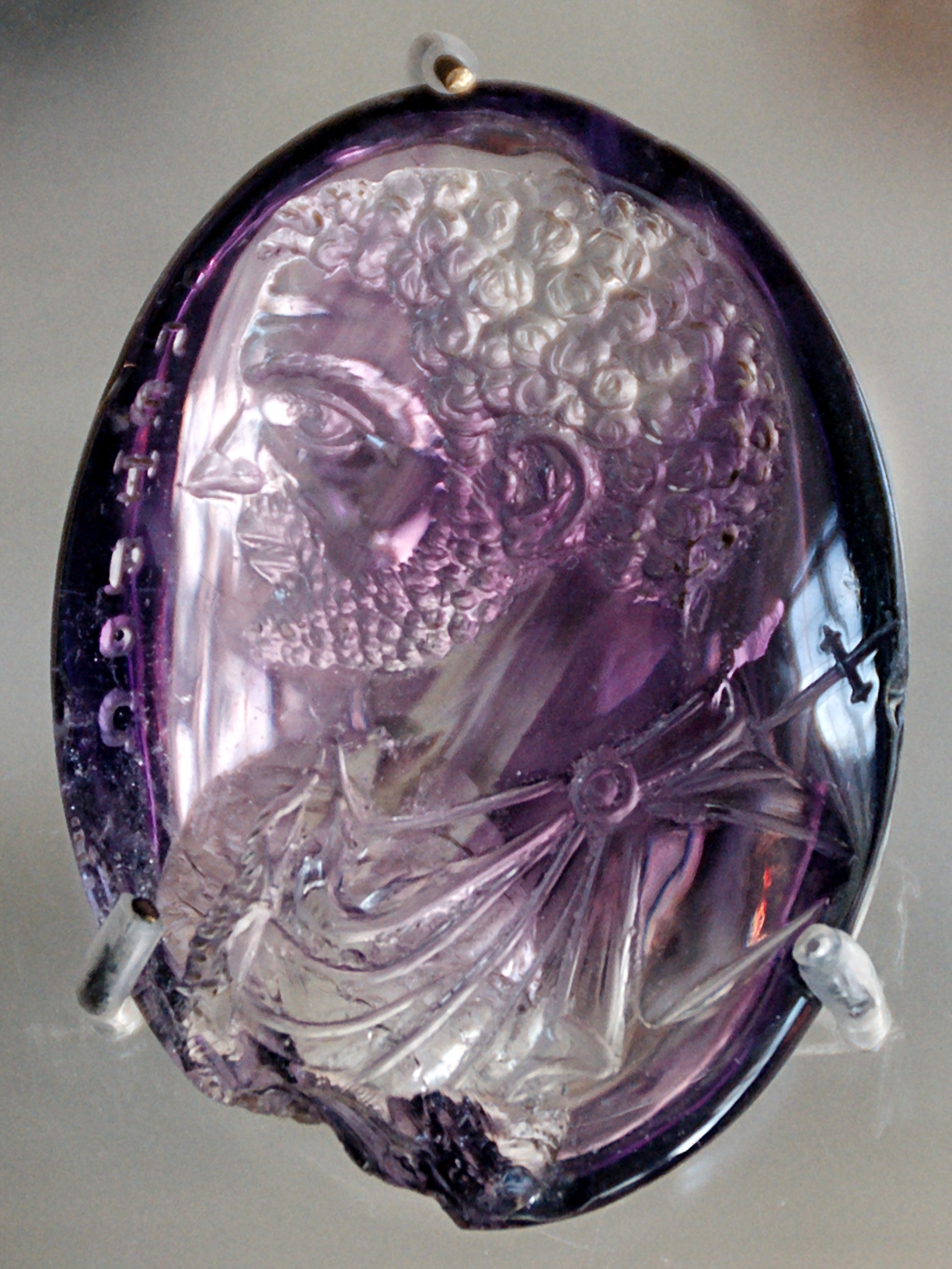
ローマ皇帝カラカラを彫刻した宝石彫刻。古代エジプトの時代から彫刻の素材とされている。

アメシスト（amethyst）は、紫色の水晶である。紫水晶（むらさきすいしょう、むらさきずいしょう）、紫石英（しせきえい）とも呼ばれる。amethyst の名は、古代ギリシア語の ἀμέθυστος（améthustos、酔わせない）に由来し、酔いを防ぐ効果があると信じられていた。日本語ではアメジストと呼ばれることも多いが、原語の発音に従えば「アメシスト」がより正確である。以下この記事ではアメシストと呼称する。

## 性質・特徴
硬度は7。比重は2.65。組成はSiO2（二酸化ケイ素）。素焼きの陶板にこすりつけると白い条痕が残る。ハンマーなどで割ると貝殻状の断口が残る。
光沢はガラス光沢で、色は淡いライラック色から、濃紫色まで幅広い色合いがある。紫色の発色は、ケイ素を置換した微量の鉄イオンが放射線を受けると電子が飛ばされ電荷移動が酸素原子と鉄イオンとの間で起こり、三価の鉄イオンが四価の鉄イオンになり、これが形成した色中心（カラーセンター）が光のスペクトルの黄色を吸収するために、その補色である紫色が通過する様になるのが原因とされる。紫外線に曝露すると退色する（直射日光の当たる窓際などに置くと色が褪せてくる）。照射する光のスペクトル組成によって、見た目の色を大きく変化させる紫水晶は、「カラーチェンジアメシスト」もしくは「カラーチェンジタイプアメシスト」と称されている。
また、加熱すると色が黄色に変化し、宝石名としてはシトリンとなる（現在出回っているシトリンはアメシストを加熱したものがほとんどである）。
ガンマ線や熱を当てると緑色のプラシオライトが作られ、こちらはグリーンアメシトと呼ばれる。緑色の発色は、三価の鉄イオンの他に相当量の二価の鉄イオンを含んでいた場合に、三価の鉄イオンによる補色の黄色の発色と、二価の鉄イオンは黄色の光を吸収し補色は青色になるため、その黄色と青色が混ざって緑色に発色するといわれている。
温度での変化は、420℃未満でアメシスト、 420 - 440 ℃で色中心が不安定なプラシオライト、440℃以上でシトリンとなるがシトリンとするのに適切な温度は約 560 ℃である。また、透明な水晶に放射線を当てると紫と緑色の着色が起きる場合がある。

## 産出地
ブラジルのリオ・グランデ・ド・スール州は世界最大の紫水晶の産地。スリランカ、マダガスカル、中央アフリカ、ウルグアイ、ザンビアでは質の良いものが産出する。
日本では、宮城県白石市の雨塚山や鳥取県で産出される。

### 産出状態
晶洞（ジオード）
溶岩などの泡が冷えて固まった中に熱水が侵入し水分が蒸発してミネラル分が結晶化しアメシストが形成される。
合成アメシスト
人工水晶のようにオートクレーブと呼ばれる圧力釜にて人工的に作り出すことが可能である。化学的・物理的に天然の物と同じものが製造可能であるため。高品質な天然ものの場合は高度な鑑定機器でなければ正確な鑑定を下すのは難しい。それ以外なら、インクルージョンや色ムラによって確認できる。

### 種類
深い色合いのものはディープシベリアン（Deep Siberian）、淡い色合いをローズ・ド・フランス（Rose de France）という。アメシストを熱などで処理すると黄色くなりシトリン（黄水晶）となる。一部がシトリンとなったものをアメトリンという。
採掘時に緑色透明であるプラシオライトは、アメリカ合衆国のカリフォルニア州とネバダ州の境界付近や、ブラジルのパラー州のマラバ、ポーランドのドルヌィ・シロンスク県、カナダのオンタリオ州のサンダーベイ地区などのごく一部の地域から産出する。

## 用途・加工法
主に装飾用に使われる。熱や放射線によって黄色や緑に変色する。

## 話題
2月の誕生石である。
旧約聖書の『出エジプト記』に、高僧の胸当てに飾られている12種類の宝石の1つとして登場するなど、歴史は古い。聖公会の主教が身分証として身に着ける Episcopal Ringには、使徒言行録2.13-15で使徒の言葉が多くの外人の各母国語として聞こえたのは群衆の一部が「酔っ払いっていたから」としたのを受けて、「酔わせない」を語源とするアメジストがはめられた。
プリニウスの『博物誌』では、紫色の宝石の中で最高のものはインド産である。キリスト教では伝統的に、男性の宗教的献身のシンボルであった。
「酒神ディオニューソスが連れている虎に追われたアメシストという女性（月神アルテミスに仕える女）が神に祈ると純白の石に姿が変わり、哀れに思ったディオニューソスがその石に葡萄酒を注ぐと紫色の水晶に変わった」というギリシャ神話を由来とする話があるが、これはフランスの詩人レミ・ベローの創作である。一方、「ディオニュソス譚」にはレアーが泥酔を防ぐ効果がある宝石としてディオニューソスにアメシストを贈ったとする記述がある。

カーディナル・ジェムと呼ばれる貴重な5種の石の一つと考えられ、ブラジルで大鉱床が見つかるまで貴重な石として扱われていた。